# P.Chr. Zahle
Peter Christian Zahle (født 15. november 1825 i Assens ved Horsens, død 30. april 1898 i Vallensved ved Næstved) var dansk forfatter, præst og folketingsmedlem.
Zahle var søn af forfatter Sophus Zahle og bror til skolelederen Natalie Zahle. Han blev student fra Herlufsholm Skole 1844 og tog derefter teologisk embedseksamen.
Han blev valgt til Folketinget i Holbækkredsen i 1853 og tilsluttede sig Bondevennerne. I 1855 blev han genvalgt, denne gang opstillet i Nørresundby og i 1872 i Ringsted. Han trak sig fra det politiske arbejde i 1881. Han sluttede sig til Det forenede Venstre og senere til Christen Bergs gruppe.
I 1879 helligede han sig præstegerningen og fik først embede i Rubjerg i Vendsyssel, men flyttede allerede 1881 til Vallensved.
Zahle blev gift tre gange, i 1853 med Adelaide Stellavina Agerholm (1829-1861), i 1865 med Clara Ernestine Emilie Melbye (1841-1868), og i 1870 med skolelederen og udgiveren Wilhelmine Amalie Lovise Jacobsen (1840-1927). Han fik blandt andet datteren Vilhelmine Zahle.